# 第2號交響曲 (馬勒)

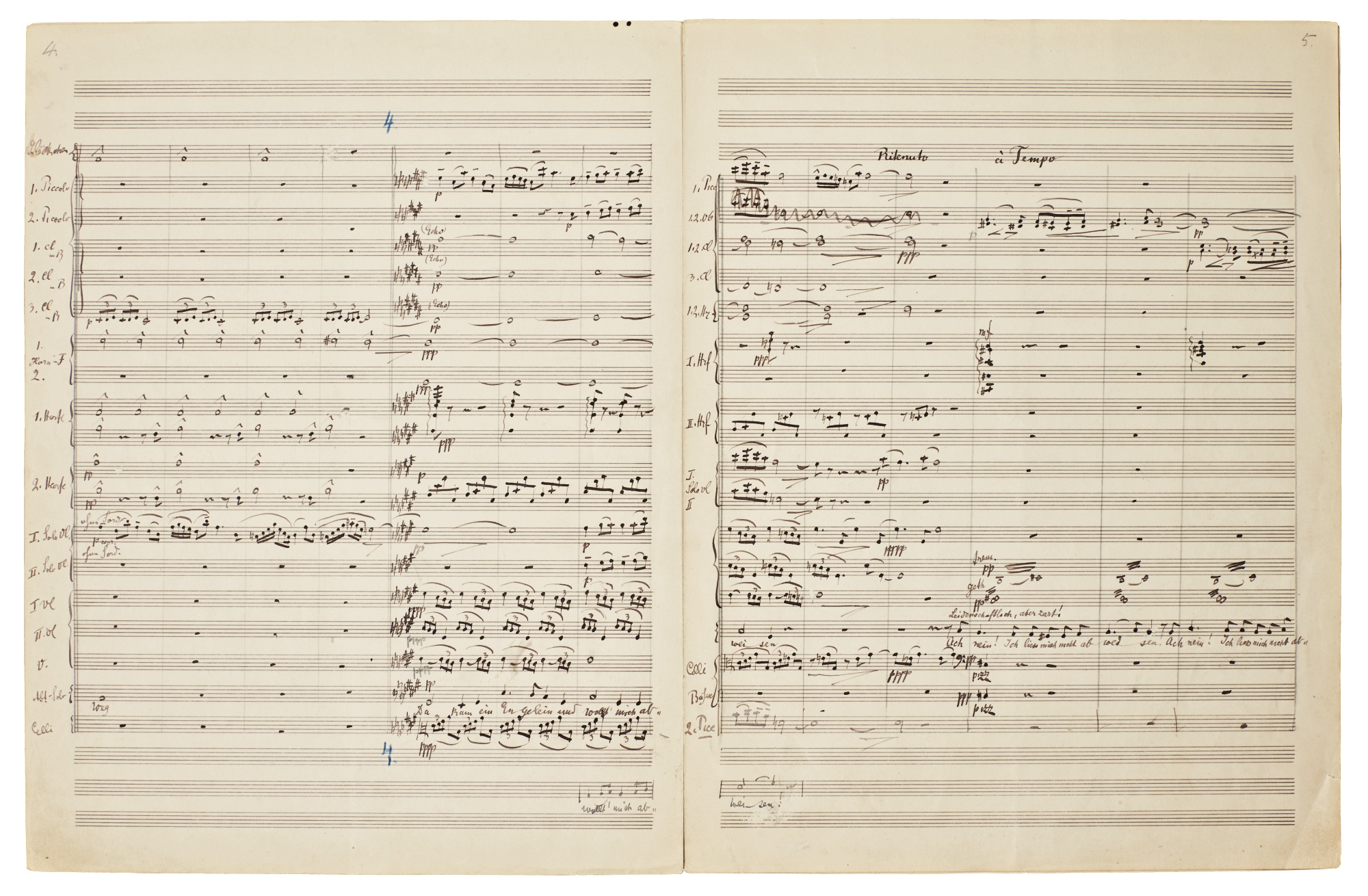
马勒第二交响曲的手稿

C小調第二號交響曲《復活》，是古斯塔夫·馬勒完成於1888年至1894年間之交響曲作品。本曲是除了第八號交響曲外，最受歡迎且最成功的馬勒交響曲作品。在一项由《BBC音乐杂志》组织指挥家作出的评选中，马勒的第二交响曲在有史以来最伟大的交响曲中排第五位。

## 背景
此曲以原題為葬禮（Totenfeier）的進行曲作開端，而該部分亦是馬勒本人在1888年間完成，源自史詩式交響詩（由亞當·密茨凱維奇所作）之樂章。1893年，馬勒在葬禮後，加上其他三個樂章，成為這首交響曲的前四個樂章。原本他欲加添更多的內容，然而卻毫無靈感。直至1894年，名指揮漢斯·馮·彪羅與世長辭，馬勒去參加他的葬禮。在葬禮期間，他聽到教堂響起的克洛普施托克的讚美詩《復活》（Die Auferstehung），為他創作復活交響曲增添靈感，並為後來之章節附設從克羅普斯托克改編之合唱部分。
馬勒為他告訴一部分友人的樂章設計了敘述的模式。在這模式當中，首段樂章代表一個葬禮而且提出疑問，如「有無死亡後的生活？」；第二樂章是已故者的生活快樂的時代回想；第三樂章代表完全損失信心，和信任生活是毫無意義的；以一首歌為本之第四樂章，表現一個信心的再生—強調「我來自於上帝，而且將回到上帝」；至於第五樂章，在第三樂章及首個疑問的回返之後，表出「實現上帝的愛」與「承認永恆生活」的結束。

### 首演
- 首三段樂章之世界首演：1895年3月4日，於柏林市由作曲家本人指揮柏林愛樂樂團首演。
- 全曲之世界首演：1895年12月13日於柏林市由作曲家本人指揮。
- 美國首演：1908年12月8日於紐約市由作曲家本人指揮。
- 英國首演：1931年4月16日於倫敦由布魯諾·瓦爾特作指揮。

### 出版
此曲於1897年由費德瑞希·豪夫梅斯達（Friedrich Hofmeister）出版。其後版權轉移到約瑟夫·懷恩伯格（Joseph Weinberger），接著由環球出版接手版權，而環球出版亦於1910年發行第二版。另外兩個環球出版之出版更包括1952年推出之第三版及1970年所推出的注释版。而作为馬勒協會接管的馬勒交響樂全集注释版的一部分，卡普蘭基金會（Kaplan Foundation）及環球出版合資經營之機構于2007年发行了另一个第二交響曲的注释版。
杜弗爾出版社（Dover Publications Inc.）及博浩出版社亦曾推出過該交響曲之早期錄音版本。此外，卡普蘭基金會更推出過該交響曲之傳真編輯與附加資料。

## 分析
全曲演奏時間約80至90分鐘。

### 配器
該交響曲採用四管制，且舞臺後還有多位樂手演奏樂器，所需樂隊規模非常龐大。
|  | 木管樂器 4 短笛（由長笛兼任） 4 長笛 4 雙簧管 2 英國管（由第三、第四雙簧管兼任） 2 高音單簧管（降E調） 3 單簧管（A調、降B調、C調） 低音單簧管（由第三單簧管兼任） 4 巴松管 2 低音巴松管（由第三、第四巴松管兼任） 銅管樂器 6圓號 6小號（F調、C調）（后台4把小号，可向舞台借用两把） 4 長號 大號 - 台後的“遠處” 4 圓號 3 小號 | 打擊樂器 2 定音鼓（共8顆，需3名樂手） 若干 小鼓 大鼓 鈸 三角鐵 鐘琴 3 鐘（無音調） 木枝（第三樂章中用來擊打定音鼓） - 台後的“遠處” 定音鼓 大鼓 鈸 三角鐵 鍵盤樂器 管風琴 | 人聲 混聲合唱團 2 獨唱家 女高音 女中音 弦樂器 2以上 豎琴 第一、第二小提琴 中提琴 大提琴 低音提琴 （以上皆需要最大的弦樂編制） |

依照工具書《管弦樂作品手冊》指示，上述之配器可簡記為"*4 *4 =5 *4—10 8 4 1—2tmp+4—2hp (preferably doubled), org—str"。

### 樂章梗概
此曲最終定作之五個樂章如下：
1. 莊嚴的快板（Allegro maestoso）
2. 中庸的行板（Andante moderato）
3. 平和地流動地（In ruhig fliessender Bewegung）
4. 曙光初現（原光）（Urlicht）
5. 速度同谐谑曲（In the tempo of the scherzo）

第一樂章
第一乐章以C小调写成，为奏鸣曲式，风格与葬礼进行曲类似。
第二樂章
第二樂章為一首奧地利的民俗舞蹈蘭德勒舞曲。以降A大調寫成。當中包含兩個主要段落。
第三樂章
第三樂章屬於一首諧謔曲。旋律取自他於1893年創作的聯篇歌曲《少年魔法號角》中的其中一首－《聖安東尼向魚兒佈道》。馬勒將這首歌曲作大幅度的擴展，並加插一些新的樂段。全曲以C小調為基礎。定音鼓先以兩下成四度的音樂動機開始，這四度動機由最強起漸漸收細，再變成低音聲部的節奏動機後，小提琴隨即加入，演奏《聖安東尼向魚兒佈道》的第一旋律。
第四樂章
以曙光初現為題之第四樂章，同樣出自《少年魔法號角》中的同名歌曲。由女中音獨唱。本曲有很濃厚的詠嘆調味道，暗淡帶濛矓的氣氛，藉以帶入最後的合唱終樂章。
| URLICHT aus "DES KNABEN WUNDERHORN" ALTSOLO O Röschen rot! Der Mensch liegt in grösster Not! Der Mensch liegt in grösster Pein! Je lieber möcht ich im Himmel sein! Da kam ich auf einen breiten Weg. Da kam ein Engelein und wollt mich abweisen. Ach nein,ich liess mich nicht abweisen! Ich bin von Gott und will wieder zu Gott! Der liebe Gott wird mir ein Lichtchen geben, Wird leuchten mir bis in das ewig selig Leben. | 曙光初現 根據「少年魔號」改寫而成 女中音獨唱 噢，小紅玫瑰！ 人類在很大的困境中！ 人類在很大的痛苦中！ 我寧可選擇在天堂生活！ 我行至寬闊的路徑， 有天使前來，企圖送我回去。 啊，不，我不願被送回去！ 我來自上帝，也將回到上帝， 親愛的上帝將給我小小的亮光， 把我導引至幸福的永生！ |

第五樂章
此最終樂章乃本曲當中最長樂章，歷時半小時。分成兩大部分，第二部份是合唱團唱出『復活』讚美詩為主體，此部份是馬勒作品最優美絕唱之一。在急促的大提琴及低音大提琴上行音列帶領下，樂隊先帶回第三樂章的結尾部份，再利用重複及變奏的方法導入新主題。
| nach KLOPSTOCKS HYMNE "DIE AUFERSTEHUNG" Chor und Sopran Auferstehn, ja auferstehn, wirst du, Mein Staub, nach kurzer Ruh. Unsterblich Leben wird, der dich rief, dir geben. Wieder aufzublühn wirst du gesät! Der Herr der Ernte geht und sammelt Garben Uns ein, die starben. Alto solo O glaube, mein Herz, o glaube Es geht dir nichts verloren! Dein ist, dein, was du gesehnt. Dein, was du geliebt, was du gestritten! Sopran solo O glaube: du wardst nicht umsonst geboren! Hast nicht umsonst gelebt, gelitten! Chor und Alt Was entstanden ist, das muß vergehen. Was vergangen, auferstehen! Hör auf zu beben! Bereite dich zu leben! Sopran und Alto solo O Schmerz! du Alldurchdringer! Dir bin ich entrungen! O Tod! du Allbezwinger! Nun bist du bezwungen! Mit Flügeln, die ich mir errungen, in heißem Liebesstreben werd ich entschweben Zum Licht, zu dem kein Aug gedrungen. Chor Mit Flügeln, die ich mir errungen Werde ich entschweben. Sterben werd ich, um zu leben! Auferstehn, ja auferstehn wirst du, mein Herz, in einem Nu! Was du geschlagen, zu Gott wird es dich tragen! | 根據克羅普斯托克所撰寫之『復活』讚美詩改編而成 女高音及合唱部分 復活，是的，你將復活， 我的塵埃啊，在短暫歇息後！ 那召喚你到身邊的主， 將賦予你的永生。 你被播種，直至再次開花！ 收穫之主前來， 收割死去的我們， 一如收割成捆的穀物！ 女中音獨唱 要相信啊，我的心，要相信— 你並無失去所有！ 你擁有，是的，你擁有渴求的一切， 擁有你愛好、欲爭奪的一切！ 女高音獨唱 要相信啊：你的誕生絕非枉然！ 你的生存和磨難絕非枉然！ 女中音及合唱部分 生者必滅， 滅者必復活！ 不要懼怕！ 準備迎接新生吧！ 女高音及女中音獨唱 啊，無孔不入的苦痛， 我已脫離你的魔掌！ 啊，無堅不摧的死亡， 如今你已被征服！ 乘著以熾熱之愛的動力贏得的雙翼， 我將飛揚而去， 飛向肉眼未曾見過的光！ 合唱 乘著以熾熱之愛的動力贏得的雙翼， 我將展翅高飛！ 我將死亡，直至再生！ 復活，是的，你將復活， 我的心啊，就在一瞬間！ 你奮力以求的一切， 將領你得見上帝！ |

## 軼事
- 教宗若望·保祿二世生前非常喜歡該交響曲。
- 由於在最終樂章出現合唱部分，不少人隨即將這交響曲與貝多芬之第九交響曲作比較。此種比較也被最後一段樂章的開首支持，跟貝多芬的交響曲一樣，包含來自最早樂章當中涉及音樂之參考資料。
- 奧托·克倫佩勒曾一反過去使用減慢拍子的作風，作破天荒的79分鐘錄音。倫納德·伯恩斯坦之第二交響曲錄音頗為特別，曾分別作85及93分鐘之錄音。
- 業餘指揮家吉爾伯特·卡普蘭亦曾對該曲作大規模研究，不管該計劃是否極具爭議，他也曾藉此一舉成名。
- 盧西亞諾·貝里奧於1968至69年間所作之《交響詩》，第三樂段中的骨幹部份便是取自交響曲的第三樂章。
- 在低音譜號下方之降B音曾於男低音合唱部分出現過四次。

## 外部連結
- 馬勒第2號交響曲：国际乐谱典藏计划上的乐谱